# 芽亜利・J
芽亜利・J（めあり・じぇい/メアリ・ジェイ、11月9日 - ）は日本のシンガーソングライター。本名:樋口 純（ひぐち じゅん）。愛称はめありん。血液型B型。福岡県北九州市出身。

## 人物・略歴
5歳からエレクトーン、9歳から合唱、14歳から作曲を始める。

## 来歴
1994年
- ライブ活動開始。

2001年
- ピアノ弾き語りでソロライブ活動をスタート[1]。

2003年
- 1月 日活映画『輪舞曲 〜ロンド〜』音楽担当[1]。
- 10月 ソウルユニット『ODORI縁者』のメンバーとしてZepp Tokyoでデビューライブをする[1]。CD『ODORI縁日』を発表。
- 11月 映画『彼女たちの場合』音楽担当。

2004年
- 自主企画Singin'Mama Summitを始める。
- 10月 自主企画『Singin'Mama Summit〜ママ・ミュージシャンの集い』イベントを初開催。

2005年
- 10月 テレビ東京『ぶちぬきロンブー』に出演（一週勝ち抜き）。『昭和の名曲アレンジ祭り』という企画のコーナーで『勝手にシンドバッド JAZZバージョン』を生放送で弾き語り。LUNA SEAの真矢から『すべてが新鮮!!』と絶賛される。

2006年
- 6月 札幌『YOSAKOIソーラン祭り』演舞用楽曲提供、出演。士幌町のチームと共に一日、地方車（じかたしゃ）と呼ばれるトラックに乗り、歌う。また、会場を移し『札幌ライブ』も行う。

2007年
- 7月 アメリカの反戦運動の母シンディ・シーハンをモデルにした組曲『CINDY』を発表。オリジナル曲、4曲に語りも入れた独り芝居風のライブも行う。

2008年
- 10月 ボーカル・作詞・作曲・編曲・ミキシングを全て自分で手掛けた10曲入りのCD『Be Happy!!』を発表。
- Singin'Mamaという自らのレーベルを有限会社フリートークプラスにおいて立ち上げる。

2009年
- 豊中市岡町にて『手塚治虫没後20周年イベント』に出演。てづかな街・岡町応援ソング『夢の幼虫』を発表。
- 6月 吉祥寺スターパインズカフェにて初ワンマンライブ。100人を動員。
- 10月 自主企画『Singin'Mama Summit WEST』を関西で初めて開催（Live Osaka 空音）。120人を動員する。

2010年
- 6月 「挑戦!!」南青山MANDALAにてワンマンライブ。
- 6月 東急田園都市線各駅路上（デント）ツアー（6月26日 - 6月27日）2日間で二子玉川駅から中央林間駅の間、21駅にて路上ライブを行う。

2011年
- 2月 「HAPPYな芽!ありがとう!!」南青山MANDALAにてワンマンライブ。
- 6月 川崎市役所ロビー・コンサート、120名以上を前に熱唱する。また神奈川県県内全域「かながわふくしまつり」宮前区役所にてゲスト出演。
- 6月 初の福岡ツアー 黒崎ストロベリー・サワーでワンマン・ライブ 翌日、福岡市の照和に出演。
- 7月 JR 中央線快速全駅制覇・路上ツアー（7月23日 - 7月24日）2日間で高尾駅から東京駅の間、24駅にて路上ライブを行う。
- 10月 被災地へ! 女川町（宮城県牡鹿郡）「秋刀魚収獲祭」（総合運動公園/第二運動場にて）
- 11月 芽亜利・Jバースデイワンマンライブ「芽でたい日!」。だが一部の舞台では「それぞれの3/11」と題して東北へ捧げるものであった。南青山MANDALAにて開催。

2012年
- 1月 川崎いさご通り街角ミュージック出演。かわしん広場 毎回 商店街を盛り上げたく出演を続けている。
- 4月 鷺沼 さくらまつり 出演。川崎 アジアンフェスタ 出演。
- 6月 九州ツアー出島セントアンドリュース鹿児島県天文館シェルター黒崎ストロベリー・サワー福岡市の博多/天神照和にも出演する。
- 7月 7/1 「川崎市身体障害者福祉大会」（川崎市福祉センター）へゲスト出演し、「手話」の「うちな〜るスマイル」という歌を披露した。
- 7月 JR埼京線・路上ツアー（7月7日 - 7月8日）2日間で高尾駅から大崎駅の間、19駅にて路上ライブを行う。
- 8月 「めありん♡あいらんど」南青山MANDALAにてワンマンライブ。 多摩市 のマンスリーコンサートへ企画/出演（VIDAホールにて）
- 8月 「めありんのコテコテ人情路上ツアー大阪環状線各駅」と題して（8月18日 - 8月19日）2日間で福島駅から大阪駅の間、19駅にて路上ライブを行う。
- 10月 ECOビューティーまつり（ホテルグランドヒル市ヶ谷）コンテストの審査員を経験する。他の審査員は、猪瀬直樹東京都副知事（当時）、ドクター中松、女優の荻野目慶子。なおコンテスト終了後の懇親会にて、芽亜利・Jのワンマンライブショーをおこなった。
- 10月 川崎さぎ沼秋まつり へ出演。 「いいじゃんかわさき」へも出る。
- 11月 川崎市民祭り出演。
- 11月 11/2（金）朝刊大阪日日新聞に「情感たっぷり熱唱/平和への祈り手話で」と紹介される。
- 12月 TBSラジオ「あなたへモーニングコール」内のpick-upコーナーで、一週間毎日「うちな〜るスマイル」がオンエアされる。またこの頃に、ラジオNIKKEIの番組My Songs Friday「イケてるラジオ！BIG TIMEシリーズ・ゾーン」のパーソナリティを始める。スタート時のMCは竹本孝之で彼からトークを学ぶ。

2013年
- 3月 茨城県つくば美術館「チャレンジアートフェスティバル」ゲスト出演をする。
- 4月 芽亜利・Jプレゼンツ「太陽と海と風と・・・」自主企画を南青山MANDALAで開催する。共演者は、千葉和臣（海援隊）、ASIA SunRise。
- 5月 大塚音楽祭出演。
- 7月 九州ツアー全ワンマンライブ長崎出島セントアンドリュース鹿児島天文館シェルター黒崎ストロベリー・サワー熊本ライブカフェヌアージュ。
- 7月 JR総武本線各駅路上ツアー（7月27日 - 7月28日）2日間で千葉駅から御茶ノ水駅の間、22駅にて路上ライブを行う。
- 8月 大阪市西成区難波屋にてワンマンライブ。〜大阪市大正区平尾宮城ホルモン店前にてゲリラライブ〜嵐山音やにて先輩シンガー松井恵子とツーマンライブ
- 9月 「あたりまえなんかじゃない!あたりまえなんかじゃない!」（ワンマン）南青山MANDALAにて。
- 11月 11/9「リアルなバースデイライブ」高田馬場四谷天窓にて

## 出演

### Singin'Mama Summit

#### イベント
|                         | 開催日         | 場所                        | 出演者                                                                     | ゲスト                   |
| vol.1                   | 2004年10月23日 | 三軒茶屋『ミトラサール』    | Chie&まー、むらかみ・F・けいこ、芽亜利・J with FuWaKu                      |                          |
| vol.2                   | 2006年4月29日  | 渋谷『多作』                | MATIZ、むらかみ・F・けいこ、梢あぐり、芽亜利・J                            | Nozagon（音楽童話作家）  |
| vol.3                   | 2007年5月3日   | 渋谷『多作』                | MATIZ、むらかみ・F・けいこ、おりはらようこ、芽亜利・J                      |                          |
| vol.4                   | 2007年11月11日 | 渋谷アンコール              | asCent、ナミゴコチ、芽亜利・J                                              |                          |
| vol.5                   | 2008年11月9日  | 渋谷『多作』                | むらかみ・F・けいこ、芽亜利・J                                             | Yasmin（ベリーダンサー） |
| Singin'Mama Summit WEST | 2009年10月18日 | 大阪『空音』                | 秋山美鈴、アコギのミカ、松井恵子、梅谷陽子、理恵、芽亜利・J                |                          |
| vol.6                   | 2010年4月11日  | 恵比寿『恵比寿天窓.switch』 | asCent、むらかみ・F・けいこ、live wire live、ロンダ＆岩片美奈子、芽亜利・J |                          |
| vol.7                   | 2011年4月24日  | 恵比寿『恵比寿天窓.switch』 | イクラ、大江純、live wire live、松井恵子（京都より）、芽亜利・J            |                          |
| vol.8                   | 2012年4月29日  | 恵比寿『恵比寿天窓.switch』 | asCent、大江純、伊藤久美子、西村理恵（京都より）、芽亜利・J                |                          |
| vol.9                   | 2013年4月21日  | 恵比寿『恵比寿天窓.switch』 | asCent、理江、live wire live、bisq、芽亜利・J                              |                          |
| vol.10                  | 2014年4月27日  | 恵比寿『恵比寿天窓.switch』 | FATE、むらかみけいこ、大江純、bisq、芽亜利・J                              |                          |

## 作品

### CD

#### ソロ
- 『Singin'Mama』   2004年発表
- 『a girl in me』   2006年発表
- 組曲『CINDY』   2007年発表
- 『Be Happy!!』   2008年発表
- 『HAPPYな芽!ありがとう!』（ライブ盤）   2011年発表
- 『うちな〜るスマイル』   2012年発表

#### ユニット
- 『ODORI縁日/SAKEBI縁日』   2003年発表

#### オムニバス
- 『LIFT TASK』   1996年発表
- 『東京フォークロア vol.2』   2006年発表
- 『Fair Wind』   2003年発表
- 『アンチエイジングLadies vol.2 live in OKINAWA 記念盤』   2008年発表

### DVD
- 『芽亜利・Jライブ!!』   2012年発表

### PV
- 『うちな〜るスマイル』   2013年発表

### カラオケ
- 『うちな〜るスマイル』JOYSOUNDより   2012年配信中